# پیتر آنجل
پیتر آنجل (انگلیسی: Peter Angell؛ ۲۲ فوریه ۱۹۳۲ – ۱۸ ژوئیه ۱۹۷۹) بازیکن فوتبال بود.
از باشگاه‌هایی که در آن بازی کرده‌است می‌توان به باشگاه فوتبال میلوال اشاره کرد.